# ヘモ活推進協会
一般社団法人ヘモ活促進協会（AHbVA：Association for Hemoglobin Value Awareness）は、重要な血液指標であるヘモグロビン値の測定によるヘルスケアを提言する医学博士により設立され、医療機関や医師、製薬会社等との情報交換による情報発信やイベント等を通じた健康寿命の延伸サポート活動を目的とする一般社団法人である。

## 概要
- 設立日：2020年6月5日
- 所在地：東京都渋谷区渋谷2-2-16
- 代表理事：久保　肇（医師、医学博士、元田辺三菱製薬理事）
- 主な理事：久保　肇、紺野　愼一（医師、医学博士、福島県立医科大学副理事）、大越　香江（医師、医学博士）